# Francisco Lucas Ayala
Francisco Lucas Ayala (Murcia, 3 de junio de 1989) es un político español del PSOE, diputado en el  Congreso de los Diputados por la Región de Murcia y actual Secretario General electo del Partido Socialista de la Región de Murcia.

## Biografía
Nacido en Murcia el 3 de junio de 1989, es natural de la pedanía de El Raal. Licenciado en Derecho por la Universidad de Murcia es abogado de profesión. Miembro del PSRM-PSOE, en 2015 fue elegido alcalde pedáneo de El Raal, desbancando al Partido Popular, obteniendo la mayoría absoluta, cargo que mantuvo hasta 2019. En las primarias a la secretaría general del Partido Socialista de la Región de Murcia, quedó en tercer lugar, apoyando posteriormente al eventual ganador Diego Conesa y convirtiéndose en el vicesecretario general y portavoz del partido en su ejecutiva. Elegido diputado en la Asamblea Regional de Murcia en las elecciones autonómicas de 2019, ejerció como portavoz del Grupo Parlamentario Socialista entre 2021 y 2023. Reelegido diputado regional en las elecciones autonómicas de 2023, abandonó su escaño para encabezar las listas del Partido Socialista de la Región de Murcia en las elecciones generales del 23 de julio de 2023, obteniendo es escaño y manteniendo la representación de su partido en la circunscripción electoral de Murcia. Es asimismo presidente de la Comisión de Justicia del Congreso de los Diputados.
En junio de 2024 fue elegido secretario general del PSOE de la ciudad de Murcia.
En diciembre de 2024 anunció su candidatura a la secretaría general del Partido Socialista de la Región de Murcia siendo elegido nuevo secretario general al ganar al exsecretario general Diego Conesa, sucediendo a José Vélez Fernández.

## Cargos desempeñados
- Alcalde pedáneo de El Raal (2015-2019).
- Vicesecretario general del PSRM-PSOE (2017-2021).
- Diputado en la Asamblea Regional de Murcia (2019-2023).
- Portavoz del Grupo Socialista en la Asamblea Regional de Murcia (2021-2023).
- Diputado por Murcia en el Congreso de los Diputados (desde 2023).
- Secretario general de la Agrupación Socialista de Murcia Ciudad (desde 2024).
- Secretario general del PSRM-PSOE (desde 2025).